# Heart of Darkness (musikalbum)
Heart of Darkness är Grave Diggers sjätte studioalbum, utgivet den 3 april 1995.

## Låtförteckning
1. "Tears of Madness" – 2:09
2. "Shadowmaker" – 5:40
3. "The Grave Dancer" – 5:02
4. "Demon's Day" – 7:30
5. "Warchild" – 6:09
6. "Heart of Darkness" – 11:57
7. "Hate" – 4:24
8. "Circle of Witches" – 7:43
9. "Black Death" – 5:41
10. "My Life" – 5:08
11. "Dolphins Cry" – 6:01

De två sista låtarna är bara med på DigiPack edition, begränsad till 6666 kopior.

## Medverkande
- Chris Boltendahl - sång
- Uwe Lulis - gitarr
- Tomi Göttlich - elbas
- Frank Ulrich - trummor